# فيكتور فوكس
فيكتور فوكس (بالإنجليزية: Victor Fuchs)‏ هو اقتصادي أمريكي، ولد في 1924.